# Rețea (geometrie)

O rețea în planul euclidian

În geometrie și teoria grupurilor o rețea în spațiul coordonatelor reale {\displaystyle \mathbb {R} ^{n}} este o mulțime infinită de puncte din acest spațiu cu proprietățile că adunarea sau scăderea coordonatelor a două puncte din rețea produc un alt punct al rețelei, că toate punctele rețelei sunt separate de o anumită distanță minimă și că fiecare punct din spațiu se află la o anumită distanță maximă de un punct din rețea. Închiderea prin adunare și scădere înseamnă că o rețea trebuie să fie un subgrup al grupului aditiv al punctelor din spațiu, iar cerințele de distanță minimă și maximă pot fi rezumate spunând că o rețea este o mulțime Delone⁠(d). Pentru orice bază a {\displaystyle \mathbb {R} ^{n}}, subgrupul tuturor combinațiilor liniare⁠(d) cu coeficienți întregi ai vectorilor bazei formează o rețea și orice rețea poate fi formată dintr-o bază în acest fel. O rețea poate fi văzută ca o pavare regulată a unui spațiu de către o celulă primitivă.
Rețelele au multe aplicații semnificative în matematica pură, în special în legătură cu algebrele Lie⁠(d), teoria numerelor și teoria grupurilor. Ele apar, de asemenea, în matematica aplicată în legătură cu teoria codificării⁠(d), în criptografie din cauza dificultății computaționale presupuse a mai multor probleme de teoria rețelelor și sunt utilizate în diferite moduri în științele fizice. De exemplu, în știința materialelor și fizica stării solide, o rețea este un sinonim pentru „structură cristalină”, o matrice tridimensională de puncte regulate, care în cazuri particulare coincide cu pozițiile atomilor sau moleculelor într-un cristal. Mai general, modelele de rețele⁠(d) sunt studiate în fizică, adesea prin tehnicile fizicii informatice⁠(d).

## Considerații de simetrie
O rețea este grupul de simetrie al simetriei de translație discretă în n direcții. Un model având această rețea de simetrie de translație nu poate avea mai multă, dar poate avea mai puțină simetrie decât rețeaua în sine. Ca grup (neluând în considerare structura sa geometrică) o rețea este un grup abelian liber⁠(d) finit generat⁠(d) și, prin urmare, izomorf cu {\displaystyle \mathbb {Z} ^{n}}.
O rețea în sensul unei rețele tridimensionale de puncte distanțate regulat care coincid cu, de exemplu, pozițiile atomilor sau moleculelor într-un cristal, sau mai general, orbita unei acțiuni de grup⁠(d) sub simetrie de translație este o translație a unei rețele de translație, prin urmare nu trebuie să fie o rețea în sensul anterior.

## Divizarea spațiului conform unei rețele
O rețea tipică {\displaystyle \Lambda } în {\displaystyle \mathbb {R} ^{n}} are forma
{\displaystyle \Lambda =\left\{\left.\sum _{i=1}^{n}a_{i}v_{i}\;\right\vert \;a_{i}\in \mathbb {Z} \right\}}
unde {v1, ..., vn} este o bază pentru {\displaystyle \mathbb {R} ^{n}}. 
Baze diferite pot genera aceeași rețea, dar valoarea absolută a determinantului vectorilor vi este determinată în mod unic de Λ și se notează cu d(Λ). Dacă se consideră că o rețea împarte întregul {\displaystyle \mathbb {R} ^{n}} în politopuri egale (copii ale unui paralelipiped n-dimensional, cunoscute sub denumirea de domeniu fundamental al rețelei), atunci d(Λ) este egal cu volumul n-dimensional al acestui politop. Acesta este motivul pentru care d(Λ) este uneori numit covolum al rețelei. Dacă acesta este egal cu 1, rețeaua se numește rețea unimodulară⁠(d).

## Rețele de puncte în mulțimi convexe
Teorema lui Minkowski⁠(d) leagă numărul d(Λ) și volumul unei mulțimi convexe⁠(d) simetrice S de numărul de puncte ale rețelei conținute în S. Numărul de puncte ale rețelei conținute într-un politop ale cărui vârfuri sunt elemente ale rețelei este descris de polinomul Ehrhart⁠(d) al politopului. Formulele pentru unii dintre coeficienții acestui polinom implică și d(Λ).